# Arte (periodico)
Arte (sottotitolo: «Mensile di Arte, Cultura, Informazione»), spesso conosciuta come Arte mondadori, è una rivista italiana edita da Giorgio Mondadori (marchio di proprietà della Cairo Editore) e diretta da Michele Bonuomo. 

La rivista, fondata a Milano nel 1970, si dedica al mercato dell'arte contemporanea.
Dal 1984 la rivista indice il Premio Arte, nato dapprima con cadenza biennale e poi divenuta annuale dal 2000. Il Premio Arte è suddiviso nelle quattro sezioni di pittura, scultura, fotografia e grafica ed è considerato un importante riconoscimento artistico.